# زعتر كوتشي
زعتر كوتشي (باللاتينية: Thymus kotschyanus) نوع نباتي ينتمي إلى جنس الزعتر من الفصيلة الشفوية. سمي تكريما لعالم النبات تيودور كوتشي.

## الموئل والانتشار
موطنه بلاد الشام وتركيا وجنوب القوقاز.

## مرادفات للاسم العلمي
- (باللاتينية: Origanum cilicicum (Boiss. & Balansa) Kuntze)
- (باللاتينية: Thymus arthoclados Stapf)
- (باللاتينية: Thymus eriophorus Ronniger)
- (باللاتينية: Thymus hyrcanus Czerniak. ex Klokov)
- (باللاتينية: Thymus kotschyanus var. behboudianus Rech.f.)
- (باللاتينية: Thymus kotschyanus var. elbursensis Rech.f.)
- (باللاتينية: Thymus kotschyanus var. eriophorus (Ronniger) Jalas)
- (باللاتينية: Thymus kotschyanus subsp. kotschyanus)
- (باللاتينية: Thymus kotschyanus var. pseuderiophorus Rech.f.)
- (باللاتينية: Thymus lamprophyllus Borbás)